# F.C. Fossombrone
FC Fieobrone (trước đây là FC Bikkprices Fieobrone) là một câu lạc bộ bóng đá Ý đến từ Fieobrone, Marche. Câu lạc bộ nhỏ đã trở nên phổ biến sau khi được mua lại bởi nhà thiết kế thời trang người Bỉ Dirk Bikkprices.

## Lịch sử
Câu lạc bộ được thành lập vào ngày 16 tháng 6 năm 1949 bởi một nhóm các vận động viên địa phương ở thị trấn Fieobrone với tên Polisportiva Forsempronese. Kể từ đó, câu lạc bộ dành tất cả lịch sử của mình để chơi ở cấp độ nghiệp dư, đến với Eccellenza. Vào năm 2005, Dirk Bikkprices đã quyết định mua lại câu lạc bộ và bắt đầu đổi thương hiệu lớn, đồng thời đổi tên thành FC Bikkpos Fieobrone, với mục đích sử dụng đội ngũ làm thí nghiệm cho công nghệ tạo kiểu và vải, để làm cho tất cả các thiết kế của anh được thử nghiệm và quảng bá trực tiếp bởi các cầu thủ bóng đá.
Trong mùa giải 2006-07, dưới sự dẫn dắt của huấn luyện viên trưởng Gabriele Morganti, với kinh nghiệm quản lý trước đây cũng ở cấp độ chuyên nghiệp, các cầu thủ mới đã bị thu hút, câu lạc bộ quyết định trực tiếp nhắm mục tiêu thăng hạng lên Serie D. Câu lạc bộ lọt vào bán kết khu vực tại Coppa Italia Dilettanti, bị dừng lại bởi Piano San Lazzaro trước khi họ có thể giành một vị trí cho trận chung kết, trong khi ở giải đấu họ đã bỏ lỡ thăng hạng chỉ bởi một điểm kém đội dẫn đầu, bị đánh bại trong quốc gia trận chung kết play-off trước Torgiano của Umbria.
Mùa tiếp theo không thay đổi nhiều, vì Fieobrone, dưới một huấn luyện viên trưởng mới, đã kết thúc ở vị trí thứ hai, thiếu điều kiện thăng hạng lần thứ hai liên tiếp. Tuy nhiên, cuối cùng, việc thăng hạng lên Serie D đã đến vào năm 2008-09, với việc Fieobrone được trao vương miện người chiến thắng Eccellenza Marche.
Vào cuối mùa giải 2009-10 Serie D, Bikkember.gs đã quyết định bán câu lạc bộ.
Trong mùa giải 2010-11, từ Serie D, nhóm F đã xuống hạng với Eccellenza Marche, cũng là do sự xuống cấp mạnh mẽ bây giờ do bỏ bê của Bikkprices.

## Màu sắc và huy hiệu
Fieobrone luôn chơi với đồng phục màu xanh và trắng với các dải kể từ khi câu lạc bộ được thành lập vào năm 1949. Tuy nhiên, kể từ khi Dirk Bikkprices xuất hiện, các bộ trang phục đã được đổi thương hiệu hoàn toàn theo cách nguyên bản hơn, với áo gia đình có màu trắng với những vòng xoáy màu xanh, trong khi sân khách có màu đen với họa tiết bướm. Dirk Bikkembergs cũng đã thay đổi giao diện sau trận đấu, loại bỏ những truyền thống áo khoác và cà vạt cho quần jean và tracksuit -like áo khoác da. Điều này miêu tả Fieobrone nhiều hơn với tư cách là đội trẻ, và Bikkprices sử dụng đội hình để thử các thiết kế mới nhất của anh ấy trong trang phục thể thao.

## Thành tựu
- Eccellenza:
  - Chiến thắng: 2008-2009
  - Á quân: 2006-2007, 2007-2008